# Holzhofstadion
Das Holzhofstadion war ein Fußballstadion in Pforzheim.

## Geschichte
Das Stadion hatte eine Kapazität von 10.000 Plätzen.
Es war die Heimstätte des Fußball-Oberligisten 1. CfR Pforzheim. Zuvor spielte im Stadion der Vorgängerverein VfR Pforzheim, der am 1. Juli 2010 mit dem 1. FC Pforzheim zum 1. CfR Pforzheim fusionierte. Am 6. Dezember 2019 fand das letzte Spiel des CfR im Holzhofstadion statt. Seitdem stand es leer und verfiel. Ab Ende 2022 wurde das Stadion abgerissen.

## Ausstattung
Im Stadion gab es eine überdachte Tribüne mit Sitzbänken sowie um das gesamte Spielfeld Stehstufen. Das Stadion war ein reines Fußballstadion ohne Laufbahn.

## Nutzung
Der VfR Pforzheim nutzte das Stadion für seinen Heimspielbetrieb, anschließend der CfR Pforzheim.
Auch das American Footballteam Pforzheim Wilddogs trug im Holzhofstadion einige Heimspiele aus.